# غابرييل سوشون
غابرييل سوشون (24 ديسمبر 1632 في سيمور أون أوكسوا-5 مارس 1703 في ديجون) فيلسوفة أخلاقية فرنسية شاركت في النقاشات حول الوضع الاجتماعي والسياسي والديني للمرأة في بداية العصر الحديث. تشمل أعمالها البارزة (رسالة في الأخلاق والسياسة) و(في اختيار حياة العزوبية بحرية).
تعدّ سوشون أول فيلسوفة تنتج مجموعة كبيرة من الأعمال المكرسة فقط لموضوع المرأة، وتعدّ كتاباتها فريدة من نوعها لأنها تخاطب النساء على وجه التحديد، على عكس معظم الفلاسفة الأخلاقيين في ذلك الوقت، والذين كان جمهورهم الأساسي من الرجال. كانت الفيلسوفة الوحيدة في عصرها دون مستشار فكري أو زوج.
تقول سوشون في أعمالها إن المرأة تستحق الحقوق الطبيعية في الحرية والتعلم والسلطة، وتؤكد أن المرأة يمكن أن تعيش حياة مُرضية وهي غير متزوجة، وتعزز قوة التبتل الطوعية بشروط علمانية.

## النشأة
ولدت غابرييل سوشون في سيمور أون أوكسيوس (بورغندي) بفرنسا في 24 ديسمبر 1632 لكلود مونجين وكلود سوشون. انتمت والدة غابرييل كلود مونجين، إلى عائلة ميسورة نسبيًا امتلكت الأراضي. عمل العديد من الرجال في عائلة مونجين كرجال قانون في فرنسا. انتمى والد غابرييل إلى سلالة من النبلاء الصغار الذين كانوا تاريخيًا موظفين عموميين. شغل كلود سوشون منصب المدعي العام للملك حتى وفاته عام 1645. يُرجح أن لغابرييل سوشون أخ أصغر، سُمي كلود سوشون.

## التعليم
تعلمت سوشون تعليمًا ذاتيًا، لأن المرأة مُنعت من الدراسة في المؤسسات العامة خلال حياتها. توضح كتاباتها أنها كانت ضليعة في الكتب المقدسة وأعمال الفلاسفة والكتاب الكلاسيكيين والمعاصرين. درست سوشون أعمال سقراط وأفلاطون وأرسطو وشيشرون وسينيكا وبلوطرخس وغيرهم من الفلاسفة القدامى، وقد استفادت من مدحهم لصفات الأنثى أو الشخصيات النسائية لصياغة حجتها من أجل مساواة المرأة.
أشارت إلى أعمال بعض فلاسفة المدرسة مثل القديس توماس ويوحنا الصليب، وردت على تأكيدات الأطروحة النسوية البارزة للمساواة بين الجنسين (1673) بقلم فرانسوا بولين دي لا باري.
استشهدت سوشون بأدلة من فصول مختلفة من الكتاب المقدس في كتابها (رسالة في الأخلاق والسياسة). أمضت سنواتها الأولى في دير حيث تلقت على الأرجح التعليم الديني لراهبة. مُنعت الراهبات من القراءة مباشرة من الكتاب المقدس دون تفسير أسقف ذكر، ما يعني أن سوشون واصلت تعليمها الكتابي خارج الدير. اعتمدت سوشون على التعلّم الذاتي، واكتسبت خبرتها في الكتاب المقدس والكلاسيكيات والفلسفة المعاصرة بعد هروبها من الدير.

## سن الرشد

### الدير في سيمور
جُمعت معلومات حياة سوشون البالغة بشكل أساسي من خلال وثائق الكنيسة الرسمية. ظل مكان وجودها خلال العديد من سنوات البلوغ مجهولًا. تقول معظم المصادر إن سوشون أُرسلت إلى دير دومينيكاني في سيمور بعد وفاة والدها عام 1645 وأقامت هناك حتى عام 1666.
ناقش بحث تاريخي حديث حول متى ولماذا أُرسلت سوشون إلى الدير في سيمور. يتكهن البعض بأن سوشون أُرسلت إلى الدير بعد وقت قصير من وفاة والدها لتخفيف الأعباء المالية على عائلتها، ويقول آخرون إنها ربما تكون قد أُرسلت إلى الدير بعد عدة سنوات من فشلها في تأمين زواج مرغوب فيه.

### احتجاج النذور
كشفت وثائق الكنيسة أن سوشون نُقلت بشكل قانوني من الدير في سيمور إلى دير اليعاقبة في لانجر في 15 يناير 1666. لم يتضح إذا كانت سوشون قد أقامت في دير لانجر. يتكهن البعض بأن سوشون ربما استخدمت ستار هذا النقل للهروب تمامًا والسفر إلى روما.
قدمت سوشون التماسًا إلى البابا للطعن في نذورها وتخليها عن الرهبنة لتعود إنسانة عادية. قرأ مجمّع المجلس في روما عريضة سوشون في 10 سبتمبر 1672. تظهر الوثائق أن سوشون لم تعد سوشون مدرجة في قائمة الراهبات في لانجر منذ عام 1673. كانت رغبة سشون في التنديد بنذورها سببًا لتوتر العلاقة مع عائلتها معظم حياتها.

### حياتها كامرأة علمانية
لم يعرف إلا قلّة عن حياة سوشون خارج الدير. يُرجح أن سوشون بدأت حياتها كامرأة علمانية في عام 1673. تشير الدلائل إلى أن سوشون أمضت حوالي عشرين عامًا في التدريس والكتابة في ديجون قبل أن تطلق كتابها رسالة في الأخلاق والسياسة عام 1693.
ظلت سوشون عزباء طيلة حياتها. توفيت غابرييل سوشون في 5 مارس 1703 في ديجون بفرنسا بعد أن أمضت سنواتها الأخيرة في تعليم الأطفال والكتابة.

## الأعمال

### خلفية
بدأت سوشون الكتابة في الفترة التي دار بها النقاش الفكري المسمى مسألة المرأة في أوروبا (بين القرنين الرابع عشر والسابع عشر). يُترجم شجار المرأة أيضًا إلى «مسألة المرأة». رد الكتّاب في الحركة على الاعتداءات على النساء من خلال مناقشة الطبيعة الأخلاقية والاجتماعية للأنوثة. كان المشاركون في «مسألة المرأة» مزيجًا غير متكافئًا من المثقفين والمثقفات. سيطر الرجال على الحركة، حتى في الفرع الذي تمحور حول حالة المرأة. يعتبر معظم المؤرخين أن سوشون قد ساهمت في هذه الحركة الفكرية الشعبية، نظرًا لمحتوى عملها والوقت الذي كتبت فيه.
تألف هيكل الحجج الذي قامت عليه حركة مسألة المرأة من مقاربتين: سرد النساء عبر التاريخ اللواتي أثبتن بأفعالهن جدارتهن، وتحليل الأسباب الاجتماعية والاقتصادية وراء اعتبار النساء غير متكافئات. يختلف كتاب سوشون (رسالة في الأخلاق والسياسة) ويتوسع وفقًا للنموذج الذي وضعه كتّاب بارزون في حركة مسألة المرأة. تعدّ سوشون المرأة الوحيدة التي شاركت في حركة مسألة المرأة وقدمت أطروحة (الرسالة)، كشكل شامل وموثوق من الكتابة. أثبتت في رسالتها أن أسلوبها ونهجها أصيلان، وأكدت على شخصيتها ككاتبة. تشير كتاباتها إلى أنها اعتقدت أن أساليبها تتفوق على الأساليب الجدلية المعيارية للمرأة الماهرة.
كانت سوشون أول فيلسوفة تدين الزواج تمامًا وتناقش في عزوبة الإناث بالطريقة العلمانية، وكانت من أوائل الفلاسفة الذين ذكروا أن جمهورها كان من النساء وليس الرجال. كان ذلك مهمًا لأن النساء مُنعن من القراءة والمشاركة في العمل الفكري، وكان جميع الأكاديميين المعروفين من الرجال خلال حياتها. يُمكن أن تكون وجهة نظرها قد اعتُبرت راديكالية من قبل كل من المثقفين والأشخاص العاديين، ذكورًا وإناثًا.